# Theo Jansen
Theodorus Gerardus Jozef Jansen, mais conhecido como Theo Jansen (Scheveningen, 17 de março de 1948), é um artista e escultor cinético holandês.

## Biografia
A sua obra é especialmente conhecida pelos trabalhos de grandes dimensões que se assemelham a esqueletos de animais e que são capazes de caminhar utilizando a energia do vento.
As suas obras são uma mistura de arte e engenharia; em um comercial de televisão da BMW, Theo Jansen afirma que "as fronteiras entre arte e engenharia existem apenas em sua mente". Diversos vídeos mostrando os seus trabalhos podem ser encontrados no Youtube.
Jansen dedica-se a criar vida artificial através de algoritmos genéticos, que simulam a evolução dentro de seu código. Algoritmos genéticos podem ser modificados para resolverem uma variedade de problemas. Suas criações possuem cérebros primitivos, baseados em contagem binária, que são utilizados para localizar sua posição na praia. Seus "animais" necessitam localizar-se para ficarem longe de seus principais perigos: o oceano, o fim da praia e principalmente muitas  tempestades.
Segundo sua página: Há cerca de 10 anos, Theo cria um novo tipo de natureza. Nem pólen nem semente, mas tubos amarelos são utilizados como material básico dessa nova natureza. Ele constrói esqueletos capazes de caminhar com a ajuda do vento. Ele sonha, em um futuro próximo , soltar suas criações na praia para que possam viver suas próprias vidas.

## Ver também

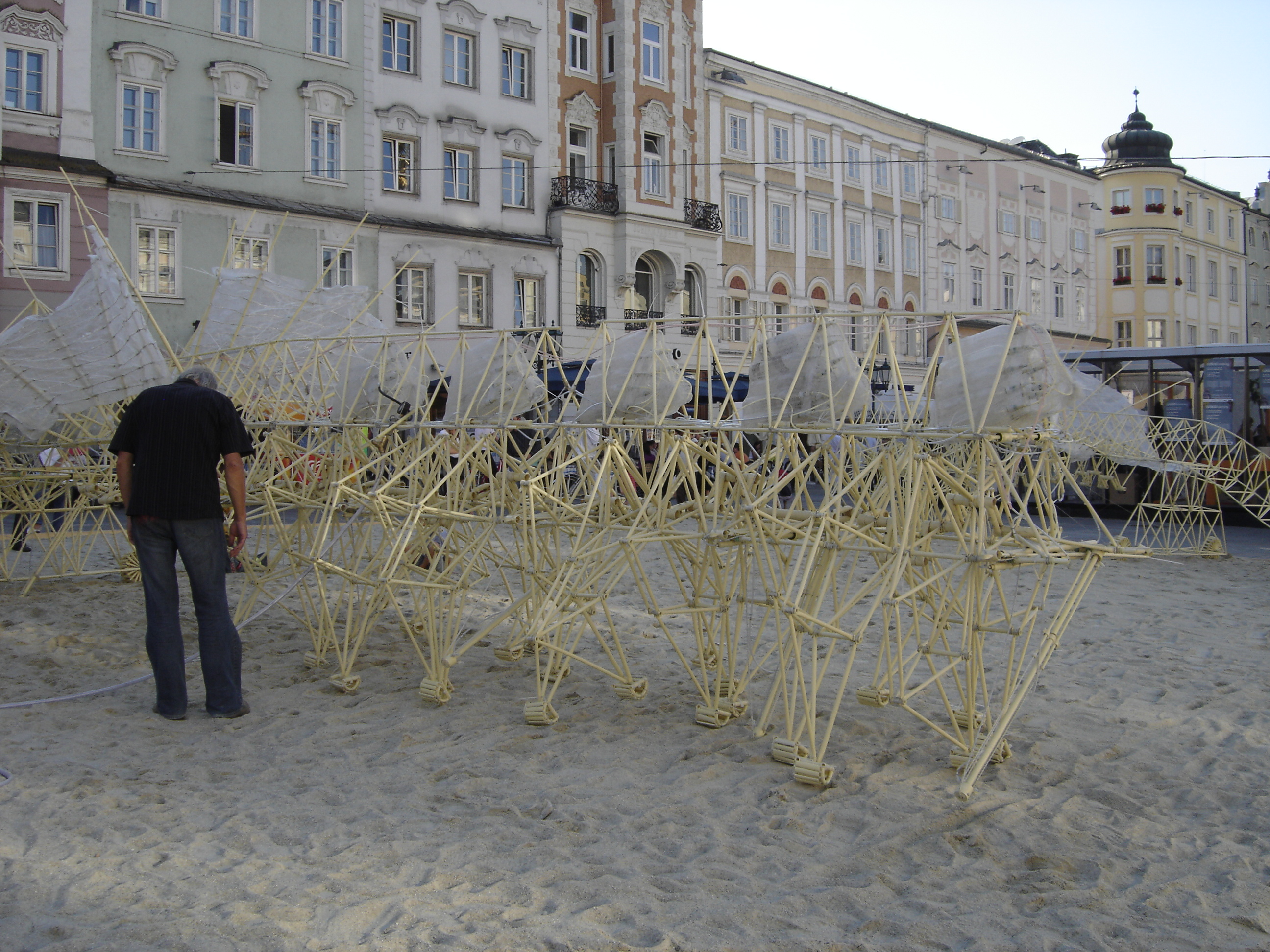
Obra de Jansen exibida em Linz durante a Ars Electronica, em 2005.